# Bolivaritettix nilgirica
Bolivaritettix nilgirica är en insektsart som först beskrevs av Morgan Hebard 1930.  Bolivaritettix nilgirica ingår i släktet Bolivaritettix och familjen torngräshoppor. Inga underarter finns listade i Catalogue of Life.